# Invasione mongola della Corasmia
L'invasione mongola della Corasmia durò dal 1219 al 1221 e segnò l'inizio della conquista mongola degli stati islamici. L'espansione mongola avrebbe avuto il suo culmine con la conquista di quasi tutta l'Eurasia, eccetto l'Europa occidentale, la Fennoscandia, l'Impero bizantino, la penisola araba, gran parte del subcontinente indiano, il Giappone e parte del Sudest Asiatico.
Inizialmente non era intenzione dell'Impero mongolo di invadere l'Impero della Corasmia. Infatti, secondo lo storico persiano Juzjani, Gengis Khan inviò un messaggio all'imperatore della Corasmia, ʿAlāʾ al-Dīn Muhammad, cercando di stabilire rapporti commerciali e indicandolo come suo pari: "Io sono padrone delle terre del sole calante, mentre tu governi quelle del sole nascente. Concludiamo un trattato stabile di amicizia e pace." L'unificazione originaria dei Mongoli di tutto "il popolo nelle tende di feltro" prevedeva l'unione di tutte le tribù nomadi in Mongolia, quindi i Turcomanni e successivamente le altre popolazioni nomadi. Questo avvenne senza grandi spargimenti di sangue e con poche perdite materiali. Le guerre con gli Iurceni tuttavia avevano mostrato quanto potessero essere crudeli i Mongoli. Shah Muhammad acconsentì con riluttanza al trattato di pace, ma non era destinato a durare. La guerra iniziò meno di un anno dopo, quando una carovana mongola e i suoi inviati furono massacrati nella città corasmia di Otrar. Nella guerra successiva, durata meno di due anni, il grande Impero corasmio fu completamente distrutto e intere popolazioni vennero sterminate.

## Origini del conflitto
Dopo la sconfitta dei Kara-Khitan, l'Impero mongolo di Gengis Khan si trovò a confinare con l'Impero di Corasmia, governato dallo Shah ʿAlāʾ al-Dīn Muḥammad. In quel periodo lo Shah aveva appena preso dei territori sotto il suo controllo ed era anche impegnato in una disputa con il califfo di Baghdad. Lo Shah aveva rifiutato di fare l'omaggio obbligatorio al Califfo come guida titolare dell'Islam, e aveva chiesto il riconoscimento come Sultano del suo impero, senza le solite tangenti o scuse, e questo gli causò dei problemi sul confine a sud del paese.
Fu in questo periodo che entrò in scena l'impero mongolo. Gli storici mongoli sono inflessibili nel dire che in quel periodo il Grande Khan non avesse intenzione di invadere la Corasmia, bensì avesse interessi commerciali e mirasse a un'eventuale alleanza. Per par condicio, lo Shah era molto sospettoso riguardo agli accordi commerciali voluti da Gengis Khan, e i messaggi dell'ambasciatore inviato dallo Shah a Zhongdu in Cina descrivevano la barbarie esagerata dei Mongoli quando assaltarono la città durante la guerra con la Dinastia Jīn.
Di ulteriore interesse è che il califfo di Baghdad, al-Nāṣir, avesse tentato di istigare una guerra tra i Mongoli e lo Shah alcuni anni prima dell'effettiva invasione mongola. Questo tentativo di alleanza con Gengis fu causato dalla disputa tra al-Nāṣir e lo Shah, ma Gengis Khan non era interessato ad alleanze con regnanti che reclamavano il loro potere supremo, che ne fossero o meno titolari. Questo segnò l'estinzione del Califfato, che sarebbe avvenuta ad opera del nipote di Gengis, Hulegu. Al tempo, questo tentativo del califfo si tradusse nella pretesa dello Shah di essere dichiarato sultano della Corasmia, cosa che al-Nāṣir non aveva intenzione di concedere, poiché lo Shah rifiutava di riconoscere l'autorità del califfo, per quanto illusoria essa fosse. Tuttavia, qualche studioso si è spinto a dire che Gengis rifiutasse il ricorso alla guerra con il Khwārezmshāh, dal momento che era impegnato in una guerra con la Dinastia Jīn e stava guadagnando molto con il commercio con l'Impero della Corasmia.
Finita la sua campagna in Cina, Gengis spedì poi una carovana di 500 musulmani per stabilire legami commerciali ufficiali con la Corasmia. Ma il governatore della città di Otrar, Inalčuq, arrestò i membri della carovana mongola, sostenendo che si trattava di una cospirazione contro la Corasmia. Sembra improbabile, tuttavia, che tutti i membri della carovana fossero spie, e non è nemmeno probabile che Gengis provasse a provocare un conflitto con l'impero corasmio, considerando che stava ancora combattendo con i Jin nel nord della Cina.
Gengis Khan inviò un secondo gruppo di tre ambasciatori (formato da un musulmano e due mongoli) per incontrare lo Shah in persona e chiedere la liberazione della carovana imprigionata a Otrar e una punizione per il governatore che li aveva imprigionati senza ragione. Lo Shah, però, fece rasare entrambi gli ambasciatori mongoli e decapitò il musulmano che fu rimandato da Gengis Khan, e poi ordinò di giustiziare tutti i membri della carovana. Questo fu visto come un grave affronto allo stesso Khan, che considerava gli ambasciatori sacri e inviolabili, e ciò lo spinse ad attaccare la dinastia corasmide; alla testa del suo esercito, egli attraversò le montagne Tian Shan ed entrò nell'impero dello Shah nel 1219.

## Prima invasione
Dopo aver ottenuto informazioni da molte fonti, in primo luogo dalle spie lungo la via della seta, Gengis Khan preparò in fretta l'esercito, che fu organizzato in modo diverso rispetto alle guerre precedenti. Questi cambiamenti consistevano in unità di supporto alla sua temuta cavalleria, pesante e leggera. Pur basandosi sui tradizionali vantaggi della sua cavalleria nomade, Gengis incorporò molti aspetti dell'arte bellica cinese, in particolare quelli dell'assedio. Il suo equipaggiamento per l'assedio comprendeva arieti, polvere da sparo, trabucchi, ed enormi archi da assedio in grado di tirare frecce di 20 piedi nell'area di assedio. Inoltre la rete di spie mongole era formidabile. I mongoli non attaccavano mai un avversario senza prima averne conosciuto accuratamente la forza militare ed economica e l'abilità a resistere. Per esempio, Subutei e Batu Khan spesero un anno di tempo per studiare l'Europa centrale, prima di distruggere gli eserciti di Ungheria e Polonia in due battaglie distinte, in due giorni.
La grandezza dell'esercito messo in campo da Gengis è ancora oggetto di discussione. Gli storici musulmani concordano universalmente che l'esercito mongolo fosse più ampio: le stime comuni sono 400 000 uomini per lo Shah (sparsi per tutto l'impero) e 600 000-700 000 per il Khan. Per Gengis si è suggerito anche 800 000 uomini, benché meno frequentemente. Gli storici moderni dibattono ancora fino a che punto questi numeri riflettessero la realtà. David Morgan e Denis Sinor, tra gli altri, dubitano che i numeri citati siano veri in termini assoluti o relativi, mentre John Mason Smith li ritiene accurati. Sinor attribuisce ai Corasmi un esercito totale di 400 000 uomini, ma pone le forze mongole più vicine a 100 000-150 000 unità. Fonti quasi contemporanee, come Rashid Al-Din, affermano che i Mongoli avessero in totale 105 000 soldati nel 1206, e 129 000 nel 1227.
John France, usando una varietà di fonti e metodi di stima, formisce il numero di 75 000 per l'esercito mongolo, pur notando che 40 000 per l'esercito corasmio è possibile. Gengis aveva portato con sé i suoi migliori generali. Inoltre si avvalse di molti stranieri, in particolare di origine cinese. Questi erano esperti nell'arte dell'assedio, nella costruzione di ponti, nella medicina e in varie altre attività.
Durante l'invasione della Transoxania nel 1219, insieme alla forza mongola principale, Gengis Khan usò in battaglia un'unità di specialisti cinesi con catapulte; essa fu usata ancora nel 1220 in Transoxania. I Cinesi potrebbero aver usato le catapulte per scagliare bombe con polvere da sparo, dal momento che a quel tempo già le avevano. Mentre Gengis Khan stava conquistando la Transoxania e la Persia, parecchi Cinesi che avevano familiarità con la polvere da sparo stavano prestando servizio nell'esercito di Gengis. Gli storici hanno suggerito che l'invasione mongola avesse portato le armi cinesi a base di polvere da sparo in Asia Centrale. Una di queste era lo huochong, un mortaio.

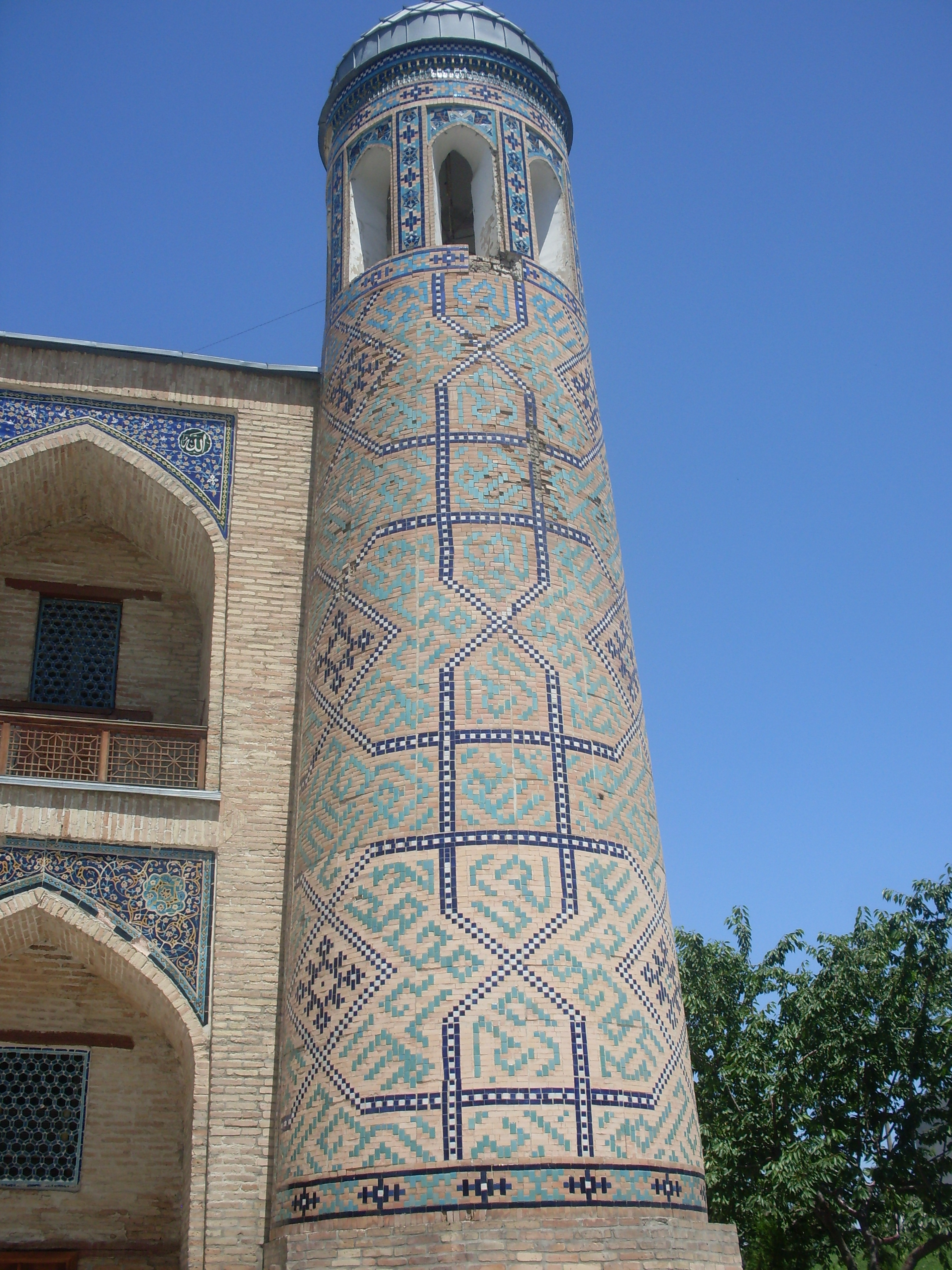
Il minareto della Kukeldash Madrasa - eretta da ʿAbdullāh Khān (1557-1598) - a Tashkent.

In questa invasione, Gengis Khan usò per la prima volta l'attacco indiretto che diventerà un segno distintivo delle sue future battaglie e delle campagne di suo figlio e di suo nipote. Khan divise i suoi eserciti e ne spedì una parte alla sola ricerca ed esecuzione dello Shah, in modo che il comandante di un Impero grande quanto quello mongolo, con un grande esercito, fosse costretto a scappare all'interno del suo stesso impero per avere in salvo la vita. L'esercito mongolo diviso distrusse a fasi l'esercito dello Shah e cominciò la completa devastazione del paese. Questa devastazione avrebbe segnato molte delle conquiste future. L'esercito dello Shah, che contava tra 40 000 e 400 000 uomini, fu diviso tra le maggiori città. L'impero aveva conquistato solo recentemente gran parte del suo territorio e lo Shah era sicuro che il suo esercito, se organizzato in una sola unità sotto una sola guida, potesse essere convinto ad una rivolta contro di lui. Inoltre i messaggeri dello Shah dalla Cina indicavano i Mongoli come inesperti nell'assedio e con grossi problemi nella conquista di postazioni fortificate. Le decisioni dello Shah di suddividere le truppe si sarebbero dimostrate disastrose.
Sebbene stanchi dei viaggio, i Mongoli vinsero la loro prima battaglia contro l'esercito corasmio. Un esercito mongolo di 25 000-30 000 uomini, sotto il comando di Joči, attaccò l'esercito dello Shah nel sud della Corasmia e impedì alle forze molto più grandi dello Shah di costringerli a rifugiarsi nelle montagne. L'esercito principale dei Mongoli, comandato da Gengis Khan in persona, raggiunse la città di Otrar nell'autunno del 1219. Dopo un assedio di cinque mesi, l'esercito del Khan organizzò l'attacco alla maggior parte della città entrando da una porta che non era controllata.
Passarono un altro paio di mesi prima che la città cadesse. Inalčuq combatté fino alla fine, si arroccò nella parte alta della cittadella e negli ultimi momenti di assedio buttò mattonelle ai mongoli che arrivavano. Gengis uccise molti degli abitanti schiavizzando i sopravvissuti. Uccise Inalčuq, probabilmente facendogli ingoiare oro o argento fuso come punizione per la cattura della carovana mongola.

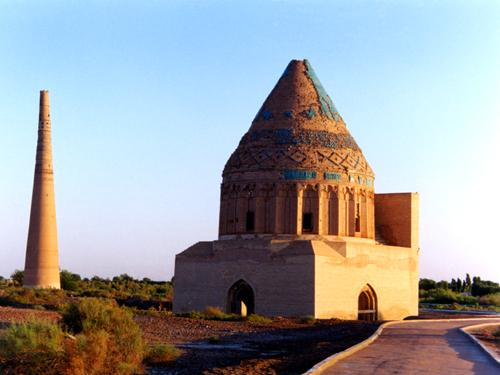
Rovine del palazzo di Muhammad a Urgench.

## Gli assedi di Bukhara, Samarcanda e Urgench
Gengis mise il generale Jebe a capo di un piccolo esercito e lo mandò a sud, con l'intenzione di scoraggiare ogni intenzione dello Shah riguardo a quella parte dell'impero. Inoltre, Gengis e Tolui, a capo di un esercito di circa 50 000 uomini, fiancheggiarono Samarcanda e andarono verso ovest per mettere sotto assedio Bukhara. Per fare questo, attraversarono l'impossibile deserto di Kyzyl Kum, usando le varie oasi indicate dai nomadi catturati. I Mongoli arrivarono alle porte di Bukhara quasi senza essere visti. Molti tattici militari considerano l'attacco a sorpresa di Bukhara uno degli attacchi meglio riusciti nella storia della guerra.
Bukhara non era molto fortificata, con un fossato e un muro singolo, e la cittadella tipica della Corasmia. La guarnigione di Bukhara era composta da soldati turchi e comandata da generali turchi, che tentarono di rompere l'assedio il terzo giorno. L'esercito, di circa 20 000 uomini, fu annientato in aperta battaglia. I governatori della città aprirono le porte ai mongoli, sebbene una piccola unità di turchi difese la cittadella per altri 22 giorni. I sopravvissuti della cittadella furono giustiziati, gli artigiani e i mercanti furono mandati in Mongolia, i giovani che non avevano combattuto furono arruolati nell'esercito mongolo, mentre il resto della popolazione fu schiavizzato.
Durante il saccheggio della città venne appiccato un fuoco che ne rase al suolo la maggior parte. Gengis Khan ordinò di riunire la popolazione nella moschea principale della città, dove dichiarò di essere "il flagello di Dio, mandato per punirli per i loro peccati", prima di ordinare la loro esecuzione.
Dopo la caduta di Bukhara, Gengis si diresse verso la capitale della Corasmia, Samarcanda, dove arrivò nel marzo 1220. Samarcanda aveva fortificazioni migliori e più di 100 000 uomini a difenderla. Quando Gengis cominciò l'assedio, i suoi figli Čaghatai e Ögödei si unirono a lui dopo la distruzione di Otrar e unirono le forze mongole per l'assalto della città. I Mongoli attaccavano usando i prigionieri come scudi umani. Gli avversari ritentarono, Gengis riunì una guarnigione di 50 000 uomini fuori dalle fortificazioni di Samarcanda e li distrusse in aperta battaglia. Lo Shah Muhammad tentò di liberare la città due volte, ma fu respinto. Il quinto giorno, circa 2 000 soldati si arresero. I rimanenti, irriducibili sostenitori dello Shah, si chiusero nella cittadella. Dopo la caduta della fortezza, Gengis rinnegò ogni termine di resa e giustiziò ogni soldato che aveva osato prendere in mano un'arma contro di lui a Samarcanda. La popolazione fu evacuata e riunita in una pianura fuori dalla città, dove venne uccisa e venne costruita una piramide con le teste dei morti come simbolo della vittoria mongola.
Durante il periodo della caduta di Samarcanda, Gengis Khan ordinò a Subedei e Jebe, due dei suoi migliori generali, di uccidere lo Shah. Lo Shah era fuggito a ovest con i suoi soldati più fedeli e il figlio, Jalāl al-Dīn, in una piccola isola nel Mar Caspio. Fu lì che nel dicembre del 1220 lo Shah morì. Molti studiosi attribuiscono la sua morte ad una polmonite, mentre altri citano l'improvviso trauma per la perdita del suo impero.
Nel frattempo, la ricca città commerciale di Urgench era ancora nelle mani delle forze corasmie. In precedenza la madre dello Shah aveva governato la città, ma scappò quando scoprì che il figlio si era nascosto nel Mar Caspio. Fu catturata e mandata in Mongolia. Khumar Tegin, uno dei generali di Muhammad, si dichiarò Sultano di Urgench. Joči, che era stato in battaglia nel nord durante l'invasione, si avvicinò alla città da quella direzione, mentre Gengis, Ögödei e Čaghatai attaccarono da sud.
L'assalto a Urgench si dimostrò la battaglia più dura per i mongoli. La città era costruita lungo il fiume Amu Darya, in un'area paludosa del delta. Il terreno non era adatto ad un assedio e non c'erano molte grandi pietre per le catapulte. I Mongoli attaccarono lo stesso e la città cadde solo dopo che i difensori elevarono una strenua difesa, combattendo isolato dopo isolato. Le perdite mongole furono più alte del normale, a causa della difficoltà di adattare le tattiche mongole al combattimento in città.
La presa di Urgench fu complicata anche dalle continue tensioni tra il Khan e suo figlio maggiore, Joči, a cui era stata promessa la città in premio. La madre di Joči era la stessa dei suoi fratelli: la giovane moglie di Khan e in apparenza l'amore della sua vita, Börte. Solo i suoi figli erano considerati i figli e successori "ufficiali" di Khan, piuttosto che quelli avuti dalle altre 500 o quasi "mogli e consorti". C'era una polemica sul concepimento di Joči; nel primo periodo in cui Gengis Khan era al potere, Börte fu catturata e stuprata mentre era prigioniera. Joči nacque nove mesi dopo. Mentre Gengis Khan decise di riconoscerlo come figlio (in primo luogo per l'amore che provava per Börte), i dubbi riguardo alla paternità di Joči non smisero mai.
Queste tensioni si fecero sentire quando Joči cominciò i negoziati con i difensori, provando a farli arrendere in modo da non danneggiare la città. Questo fece arrabbiare Čaghatai e Gengis risolse il litigio tra fratelli nominando Ögödei come comandante delle forze nella città dopo la caduta di Urgench. La rimozione di Joči dal comando e il saccheggio di una città che gli era stata promessa, lo esasperarono e lo allontanarono dal padre e dai fratelli. Questo fu l'evento che diede l'impulso decisivo alle azioni future di un uomo che si vedeva scavalcato dai fratelli minori, a dispetto delle sue notevoli capacità militari.
Come sempre gli artigiani vennero inviati in Mongolia, le donne giovani e i bambini furono donati ai soldati mongoli come schiavi, e il resto della popolazione fu massacrata. Lo studioso persiano Juwayni stabilì che 50 000 soldati mongoli ricevettero ciascuno il compito di uccidere 24 cittadini di Urgench, il che significa che morirono 1,2 milioni di persone. Sebbene questa sembri un'esagerazione, il saccheggio di Urgench è considerato uno dei più sanguinari massacri nella storia dell'umanità.
Poi venne la distruzione completa della città di Gurjang, a Sud del lago d'Aral. Al momento della sua resa i Mongoli ruppero le dighe e invasero la città, poi massacrarono i sopravvissuti.

## La campagna di Khorasan
Mentre i Mongoli si dirigevano a Urgench, Gengis inviò il figlio minore Tolui, a capo di un esercito, verso l'ovest della Corasmia, nella provincia di Khorasan. Khorasan aveva già conosciuto la furia mongola. All'inizio della guerra, i generali Jebe e Subatai avevano viaggiato attraverso la provincia mentre cacciavano lo Shah fuggiasco. Comunque, la regione era ben lontana dall'essere soggiogata, molte grandi città erano libere dal governo mongolo, e la regione era ricca di ribelli contro le forze mongole presenti nella regione, a seguito delle voci che dicevano che il figlio dello Shah, Jalāl al-Dīn Mankubirnī, stava radunando un esercito per scacciare i Mongoli. L'esercito di Tolui consisteva in circa 50 000 uomini, che comprendevano un nucleo di soldati mongoli (circa 7 000 secondo alcune stime), con l'aggiunta di un gran numero di stranieri, come Turchi e popoli precedentemente conquistati in Cina e Mongolia. L'esercito comprendeva anche "3 000 macchine in grado di lanciare frecce infuocate, 300 catapulte, 700 mangani per lanciare botti piene di nafta, 4 000 scale d'assalto e 2 500 sacchi di terra per riempire i fossati". La prima città a cadere fu Termez, quindi fu la volta di Balkh. La città più grande che cadde sotto l'esercito di Tolui fu Merv. Juwayni scrisse così di Merv: "Nella distesa di territorio essa eccelle tra le terre di Khorasan e l'uccello della pace e sicurezza vola tra i suoi confini. Il numero dei suoi uomini colti è maggiore del numero delle gocce di pioggia d'aprile e la sua terra compete con il paradiso."
La guarnigione a Merv contava solo 12 000 uomini e la città era invasa dai fuggitivi del Khwarezm. Per sei giorni Tolui assediò la città, e durante il settimo giorno l'assaltò. Comunque, la guarnigione respinse l'attacco e lanciò un contrattacco, ma fu ricacciata in città. Il giorno successivo, il governatore della città si arrese a Tolui a patto che egli risparmiasse la vita dei cittadini. Non appena la città gli fu consegnata, tuttavia, Tolui ruppe il patto e macellò quasi ogni persona che gli si era arresa, in un massacro che fu probabilmente su scala maggiore di quello di Urgench. Dopo la fine di Merv, Tolui si diresse verso ovest, attaccando le città di Nishapur ed Herat. Nishapur cadde in soli tre giorni; qui Tokuchar, un fratellastro di Gengis, fu ucciso in battaglia e Tolui trucidò ogni cosa vivente nella città, compresi cani e gatti, con la presenza della vedova di Tokuchar. Dopo la caduta di Nishapur, Herat si arrese senza combattere e fu risparmiata. Bamian nello Hindukush fu un altro teatro di carneficina durante l'assedio del 1221, dove la rigida resistenza causò la morte di un nipote di Gengis. Dopo ci furono le città di Toos e Mashad. Dalla primavera del 1221, la provincia del Khorasan fu sotto il controllo mongolo. Lasciando le città in mano a fidati comandanti, Tolui tornò a est per riunirsi al padre Gengis.

## Invasione finale e conseguenze
Dopo la campagna in Khorasan, l'esercito dello Shah era distrutto. Jalāl al-Dīn, che prese il potere dopo la morte del padre, cominciò a riorganizzare le forze a sud, nell'area dell'Afghanistan, con quello che era rimasto dell'esercito del padre. Gengis inviò delle forze per distruggere il nascente esercito guidato da Jalal al-Din, ma tale esercito fu sconfitto nei pressi della città di Parvan nella primavera del 1221. Adirato, Gengis andò egli stesso a sud, e sconfisse Jalāl al-Dīn vicino al fiume Indo, costringendolo a rifugiarsi in India, dove Gengis lo cercò invano e tornò quindi a nord, accontentandosi di lasciarlo in India.
Dopo la distruzione dell'ultima resistenza, Gengis ritornò in Mongolia, lasciando il comando della zona a truppe fidate. La distruzione e l'assorbimento dell'Impero della Corasmia fu un segno di quello che sarebbe accaduto in seguito al mondo islamico e all'Europa Orientale. Il nuovo territorio si rivelò un'importante base di partenza per l'esercito mongolo sotto il regno di Ögedei, figlio di Khan, per invadere la Rus' di Kiev e la Polonia e le successive campagne verso l'Austria, il Mar Baltico e la Germania. Per il mondo islamico, la distruzione della Corasmia, lasciò Iraq, Asia Minore e Siria completamente aperte. Tutte e tre saranno soggiogate successivamente dai futuri Khan.
La guerra portò anche alla luce un importante problema di successione. Gengis non era più giovane all'inizio della guerra e aveva quattro figli, ognuno dei quali era un forte guerriero con i suoi leali seguaci. Questa rivalità tra fratelli, la cui peggiore raggiungeva spesso il culmine tra i primi due figli Jochi e Chagatai, raggiunse quasi il culmine durante l'assedio di Urgench, e Gengis alla fine designò Ögödei come suo successore, disponendo di fatto che i futuri Khan non dovevano essere necessariamente diretti discendenti del comandante precedente. A dispetto di questa decisione, i quattro figli sarebbero arrivati ad uccidersi tra loro per ottenere il potere, e questo dimostrava l'instabilità dell'Impero creata da Gengis.
Jochi non perdonò mai suo padre e se ne andò a nord, non prendendo parte alle ulteriori guerre mongole e rifiutandosi di recarsi da suo padre quando era convocato. Infatti, all'epoca della sua morte, il Khan stava considerando di marciare contro il suo figlio ribelle. L'amarezza che derivò da questa vicenda si trasmise ai suoi figli, e specialmente ai suoi nipoti, Batu Khan e Berke Khan (dell'Orda d'oro), che avrebbero conquistato la Rus' di Kiev e gli Stati russi, portando guerra aperta all'impero e causandone la caduta. Quando i Mamelucchi d'Egitto riuscirono a infliggere una delle più pesanti sconfitte della storia ai Mongoli nella battaglia di Ain Jalut nel 1260, Hulegu Khan, uno dei nipoti di Gengis Khan da parte di suo figlio Tolui, che aveva saccheggiato Baghdad nel 1258, fu incapace di vendicare quella sconfitta quando Berke Khan, suo cugino (che si era convertito all'Islam), lo attaccò nel Transcaucaso per aiutare la causa dell'Islam, e per la prima volta i Mongoli combatterono contro altri Mongoli. I semi di quella battaglia erano stati gettati proprio nella guerra con la Corasmia, quando i loro padri si erano disputati la supremazia.